# Antologia palatyńska

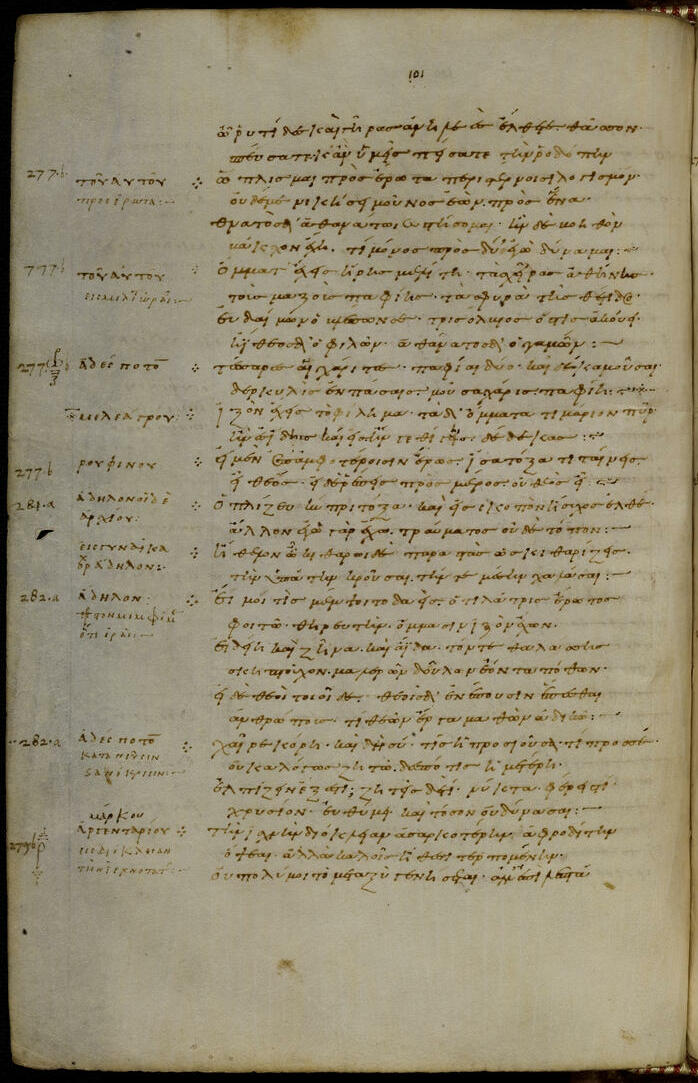
Strona z Kodeksu Palatyńskiego Greckiego 23 z Heidelbergu

Antologia palatyńska – jest to zbiór epigramatów około 320 poetów greckich z różnych epok - od czasów hellenistycznych do bizantyjskich. Wiersze zebrał w Bizancjum około 900 roku Konstantyn Kefalas. Około roku 980 Antologia została rozszerzona do 15 ksiąg (3700 epigramatów). W 1606 roku została odnaleziona w Bibliotece Palatyńskiej (stąd nazwa) w Heidelbergu.

## Geneza Antologii Palatyńskiej
Bogata twórczość epigramatyczna w języku greckim doczekała się w I wieku przed Chrystusem pierwszej próby jej zebrania przez Meleagra z Gadary w Wieńcu Meleagra (Stéphanos Meleágrou). Około 40 roku po Chrystusie nową antologię ułożył Filip z Tesaloniki. W następnym stuleciu powstały zbiory Stratona z Sardes i Diogeniana z Heraklei. Jednocześnie wciąż pojawiały się nowe utwory. Na przełomie IV i V wieku działał bardzo płodny epigramatyk Palladas. Nową kartę w historii epigramatu otworzył Grzegorz z Nazjanzu. Wiek VI przyniósł rozkwit epigramatu bizantyńskiego, kontynuowanego następnie z upodobaniem w stuleciach następnych. Nagromadzona w ciągu wieków ogromna liczba utworów wymagała selekcji, usunięcia wierszy przeciętnych lub zupełnie nieudancyh. Na początku X wieku zaczęły się więc pojawiać w Bizancjum anonimowe wybory epigramów: Zbiór eufemiański (Syllogé Euphemiana), dedykowany nieznanemu Eufemianowi, i podobny do niego Zbiór paryski (Syllogé Parisina), na który złożyły się epigramy Jana Geometresa i trochę dawniejszych utworów. W tej sytuacji, prawdopodobnie na polecenie cesarza Leona VI protopapas Konstantyn Kefalas podjął się opracowania obszernego zbioru wszystkich epigramów korzystając z pomocy magistra Grzegorza z Kampsy, który podróżując po Grecji i Azji Mniejszej spisywał wszelkiego rodzaju inskrypcje znajdujące się na nagrobkach, pomnikach i budowlach. Około 980 roku zbiór Kefalasa został poszerzony przez anonimowego redaktora dodatkowo o inskrypcje chrześcijańskie ze stuleci od IV do X, o epigramy Chrystodora z Karystos, Grzegorza z Nazjanzu, napisy na świątyni w Kyzyku.

## Charakterystyka zbioru
Podstawę Antologii palatyńskiej stanowią wcześniejsze zbiory epigramów Meleagra z Gadary, Filipa z Tesaloniki, Stratona z Sardes, Agatiasza z Myriny. Zbiór zawiera około 3700 epigramów, liczących sobie łącznie 32 000 wersów, które wyszły spod pióra prawie 320 autorów starożytnych i średniowiecznych poczynając od V wieku przed Chrystusem. Idąc za wzorem Agatiasza, Kefalas ułożył swoją antologię tematycznie. Księga I zawiera inskrypcje z kościołów sprzed dziesiątego wieku, II – epigramy Chrystodora z Koptos będące opisami posągów w gimnazjonie w Konsantynopolu, III – dotyczy rzeźb Apollona w Kyzikos, IV – wstępy do antologii Meleagra i Filipa, V – utwory miłosne i erotyczne, VI – (fikcyjne i nie) wotywne, VII  – epitafia, VIII – epigramy Grzegorza z Nazjanzu, IX – utwory popisowe, X – moralizatorskie, XI – biesiadne i satyryczne, XII – homoerotyczne, XIII – utwory o nietypowym metrum, XIV – zagadki, w tym matematyczne, i teksty wyroczni, XV – mieszane autorstwa Teofana, Aretasa, Ignacego Diakona, Konstantyna Rodiosa, a także carmina figurata. Pomimo przyjętego przez Kefalasa kryterium rzeczowego nie do końca udało mu się przezwyciężyć wcześniejsze podziały i fakt pochodzenia utworów z różnych źródeł. Niewątpliwie natomiast Antologia poprzez wybór epigramów dobrze świadczy o smaku literackim Kefalasa i jej późniejszego redaktora.

## Dalsze losy
Rękopis zbioru (Codex Palatinus Graecus 23) odkrył w 1606 roku filolog francuski Claude Saumaise (Salmasius) w Bibliotece Palatyńskiej w Heidelbergu. Od nazwy biblioteki pochodzi nazwa zbioru: Antologia grecka palatyńska (Anthologia Graeca Palatina), albo krócej Antologia palatyńska(Anthologia Palatina).
Podczas wojny trzydziestoletniej Maksymilian Bawarski podarował ten kodeks papieżowi Grzegorzowi XV. Z Biblioteki Watykańskiej zabrali go po zajęciu Rzymu Francuzi. Dla ułatwienia sobie transportu rozerwali go na dwie części. Po pokoju paryskim, w 1816 roku, pierwsza część (księgi I - XII) powróciła do Heidelbergu, druga natomiast, przez przeoczenie, pozostała w Bibliotece Narodowej w Paryżu. 
Pierwsze wydanie Antologii palatyńskiej ukazało się w latach 1772-1776 w Strasburgu staraniem Filipa Bruncka. Brunck wydał Antologię w trzech tomach w porządku chronologicznym autorów. Ten sam układ zachował F. Jacobs w trzynastotomowym wydaniu z lat 1794-1810. Z późniejszych wydań dużą popularność zdobyło sobie paryskie opracowanie Dübnera opublikowane w wydawnictwie Didota w 1890 roku z przekładem łacińskim. Pierwsze wydanie z pełnym aparatem krytycznym wyszło w Lipsku w 1894 i jest dziełem Hugona Stadtmüllera.

## Ważniejsi autorzyAntologii
| Wiek      | Autor                  | Charakterystyka                                                                 | Ilość utworów |
| IV        | Erinna                 | Odnowicielka epigramatu, twórczyni obrazków z życia domowego                    | 4             |
| IV/III    | Nossis                 | Autorka scen z życia domowego pochodząca z Italii                               |               |
|           | Anita z Tegei          | Wprowadziła do epigramatu motyw krajobrazu                                      |               |
| III       | Kallimach z Cyreny     | Kodyfikator poezji. Twórca epigramów nagrobkowych, filozoficznych i erotycznych | 63            |
|           | Asklepiades z Samos    |                                                                                 | 42            |
|           | Hedylos z Aten         |                                                                                 | 11            |
|           | Posejdippos z Pelli    |                                                                                 |               |
|           | Leonidas z Tarentu     | Autor epigramów o życiu ludzi ubogich                                           |               |
|           | Teokryt                | twórca epigramu idyllicznego i figuralnego                                      | 24            |
| I         | Antypater z Sydonu     | Autor licznych epigramów improwizowanych                                        |               |
|           | Meleager z Gadary      | Najwybitniejszy epigramatyk I wieku. Wydawca antologii Wieniec                  |               |
|           | Filodemos z Gadary     | Autor libertyńskich epigramów erotycznych                                       | 32            |
|           | Antifilos z Bizancjum  | Autor epigramów o wydarzeniach sensacyjnych lub niezwykłych                     | ok. 40        |
|           | Apollonidas ze Smyrny  |                                                                                 | 4             |
|           | Antypater z Tesaloniki |                                                                                 |               |
| I po Chr. | Krinagoras z Mityleny  |                                                                                 | 50            |
|           | Filip z Tesaloniki     | Wydawca drugiego po Meleagrze Wieńca                                            | ok. 80        |
|           | Lukillos               | Twórca epigramatów satyrycznych                                                 |               |
|           | Rufinos                |                                                                                 | 35            |
|           | Leonidas z Aleksandrii | Twórca epigramów izopseficznych                                                 | 40            |
| II        | Ammianos               | Twórca epigramatów satyrycznych                                                 | ok. 20        |
|           | Straton z Sardes       | Wydawca zbioru epigramów Muza chłopięca                                         | 70            |
| IV        | Grzegorz z Nazjanzu    | Autor epigramów zebranych w księdze VIII Antologii                              |               |
| IV/V      | Palladas               |                                                                                 | 150           |
| VI        | Agatiasz Scholastyk    | Najwybitniejszy epigramatyk VI wieku. Wydawca Antologii nowych epigramów        | ok. 100       |
|           | Paweł Silencjariusz    | Tworzył głównie epigramy erotyczne                                              | 78            |
|           | Macedoniusz Scholastyk | Uprawiał wszystkie rodzaje epigramu, czerpiąc motywy z wcześniejszych autorów   | 44            |
|           | Julian z Egiptu        | Autor epigramów nagrobkowych                                                    | 70            |
| IX        | Kometas                |                                                                                 |               |
| X         | Konstantyn Rodyjczyk   |                                                                                 |               |

## Polskie przekłady Antologii Palatyńskiej
- 1951 – Antologia liryki aleksandryjskiej (Biblioteka Narodowa - wybór i przekład: Wiktor Steffen)
- 1960 (wyd. 2 rozszerzone 1968) – Muza Grecka. Epigramaty z antologii palatyńskiej (PIW - wybór i przekład: Zygmunt Kubiak)
- 1978 – Antologia Palatyńska (PIW - wybór i przekład: Zygmunt Kubiak)
- 1992 – Antologia Palatyńska. Nowy przekład (LSW - wybór i przekład: Zygmunt Kubiak)
- 1994 – Dzieło lekką stworzone dłonią. Wybór epigramów z Antologii Palatyńskiej (Sorus - wybór i przekład: Elżbieta Wesołowska)
- 2002 – Grecy o miłości, szczęściu i życiu. Epigramaty z Antologii Palatyńskiej (Libros - wybór i przekład: Zygmunt Kubiak)
- 2018 – Antologia liryki hellenistycznej (Wydawnictwo Naukowe PWN - wybór i przekład: Jerzy Danielewicz)